# Current 93
Current 93 – zespół muzyczny grający neofolk, industrial oraz muzykę eksperymentalną.
Current 93 jest brytyjską formacją, którą założył w 1982 roku David Tibet po opuszczeniu Psychic TV. Muzycznie Current 93 oscyluje pomiędzy nastrojowym neofolkiem a muzyką industrialną i noise. Tibet jest jedynym „stałym” członkiem formacji, lecz Steve Stapleton (z Nurse With Wound) pojawia się niemal na każdej jego płycie. Kolejnym częstym współpracownikiem jest Michael Cashmore. Douglas P. (Death in June) jest kolejnym „bywalcem” zespołu – gościł na dwunastu płytach Current 93. Steve Ignorant z Crass (używający pseudonimu Stephen Intelligent), Boyd Rice, Freya Aeswynn, Nick Cave, Rose McDowall, Tiny Tim i Ian Read of Fire + Ice także użyczali swoich talentów na płytach Currenta. Do ciekawych wycieczek muzycznych Current 93 można zaliczyć liczne nagrania, w których występował Hilmar Örn Hilmarsson. Na Island usłyszeć można również Björk. W 1990 roku ukazała się płyta nazwana Current 93 present Sveinbjörn Beinteinsson ‘Edda’ zawierającą cztery islandzkie poematy i pieśni, które skomponował i odśpiewał Sveinbjörn Beinteinsson.
Nazwa grupy odnosi się do pism Aleistera Crowleya – liczba 93 jest jedną z najważniejszych liczb występujących w Thelemie. Mistycyzm i okultyzm pełnią istotną rolę w większości tekstów pisanych przez Tibeta. Sięga on często do wątków buddyjskich i konfucjańskich, jak również do wątków chrześcijańskich. Przeważająca część tekstów ma charakter wizyjny.

## Dyskografia
| Rok  | Tytuł |
| ---- | --- |
| 1983 | - Mi-Mort kaseta |
| 1984 | - LAShTAL 12" - Nature Unveiled LP/CD/kaseta - No Hiding from the Blackbird 7" - Dogs Blood Rising LP/CD/kaseta - Nylon Coverin’ Body Smotherin’ kaseta                                                                                        |
| 1985 | - Live at Bar Maldoror LP/CD - Nightmare Culture EP |
| 1986 | - NL Centrum-Amsterdam kaseta - In Menstrual Night LP/CD |
| 1987 | - Happy Birthday 12" - Dawn LP/CD - Imperium LP/CD - Crowleymass 12"/CDS |
| 1988 | - The Red Face of God 12" - Christ and the Pale Queens Mighty in Sorrow 2xLP/CD - Swastikas for Noddy LP/CD - Faith’s Favourites EP - Time Stands Still 7" - Earth Covers Earth LP/CD                                                          |
| 1989 | - Rome/Hourglass for Diana/Fields of Rape 7" - She Is Dead and All Fall Down 7" - Crooked Crosses for the Nodding God CD |
| 1990 | - 1888 EP - Looney Runes LP/CD - Horse LP/CD - The Summer of Love 7" - Current 93 present Sveinbjörn Beinteinsson ‘Edda’ |
| 1991 | - Broken Birds 7" - As the World Disappears... CD - Island LP/CD |
| 1992 | - Thunder Perfect Mind 2xLP/CD - Current 93/Death in June/Sol Invictus CD |
| 1993 | - Hitler as Kalki CD - Emblems LP/2xCD |
| 1994 | - Of Ruine or Some Blazing Starre LP/CD - Lucifer Over London EP/CD - The Fire of the Mind CD - Tamlin 12"/CDS |
| 1995 | - Since Yesterday: A Peek Into the Pit wideo - Where the Long Shadows Fall (Beforetheinmostlight) 12"/CDS |
| 1996 | - All the Pretty Little Horses (The Inmost Light) LP/CD - When the May Rain Comes CDS - The Starres Are Marching Sadly Home (Theinmostlightthirdandfinal) 12"/CDS - Untitled CD                                                                |
| 1997 | - In a Foreign Town, In a Foreign Land CD - Dogs Blood Order EP/CD |
| 1998 | - A Gothic Love Song 12"/CDS - Soft Black Stars 2xLP/CD |
| 1999 | - Calling for Vanished Faces 2xCD - Current 93/Michael Cashmore/Christoph Heemann - untitled LP/CD - Misery Farm CDS - All Dolled Up Like Christ 2xCD                                                                                          |
| 2000 | - I Have a Special Plan for This World EP/CD - Immortal Bird 7"/CDS - Sleep Has His House 2xLP/CD - Faust LP/CD |
| 2001 | - The Great in the Small LP/CD - Cats Drunk on Copper CD - Who Is the Sufferer? 12" picture disc - Bright Yellow Moon CD ( - Purtle CD - This Degenerate Little Town CD - Hot Buttered Xhol CD/12" - Some Soft Black Stars Seen Over London CD |
| 2002 | - Music for the Horse Hospital 2xCD - Maldoror Is Dead CD - The Seahorse Rears to Oblivion 12"/CD |
| 2003 | - Current 93/Antony and the Johnsons 7" - Live at St Olave’s Church, London 2002 - A Little Menstrual Night Music CD - Some Soft Black Stars Seen Over London CD - Halo CD - Hypnagogue CD                                                     |
| 2004 | - How He Loved the Moon (Moonsongs for Jhonn Balance) LP (2005 CD) |
| 2005 | - Judas as Black Moth 2xCD - Hypnagogue I / Hypnagogue II |
| 2006 | - Black Ships Ate the Sky CD - I Am Black Ship CD - Inerrant Infallible (Black Ships at Nineveh and Edom) / Rays of the Sun / To the Shrinebuilder - Black Ships Eat the Sky CD                                                                |
| 2007 | - Birdsong in the Empire CD - Current 93 with Sebastian Horsley - Black Ship in the Underworld CD - Black Ships Heat the Dancefloor CD/DVD/LP                                                                                                  |
| 2008 | - Birth Canal Blues CD |
| 2009 | - Aleph at Hallucinatory Mountain |
| 2010 | - Baalstorm, Sing Omega - Haunted Waves, Moving Graves - When the May Rain Comes |
| 2011 | - HoneySuckle Æons |
| 2012 | - When Rome Falls, Falls the World |
| 2014 | - I Am the Last of All the Field That Fell: A Channel |